# Alluitsup Paa
Alluitsup Paa (Agdluitsup pâ avant 1973, anciennement Sydprøven en danois) est un village groenlandais situé dans la municipalité de Kujalleq près de Nanortalik au sud du Groenland. La population était de 319 habitants en 2009.

## Transport
- Héliport d'Alluitsup Paa